# Hälsoeffekter av den globala uppvärmningen
Hälsoeffekter av den globala uppvärmningen är påverkan på människors hälsa eller välbefinnande som orsakats av den globala uppvärmningen. Hoten mot hälsa omfattar direkta effekter av värmeböljor, översvämningar och stormar, men även indirekta faror från förändrade mönster för infektionssjukdomar, sämre tillgång till mat, nya mönster för migration och konflikter om resurser som vatten, bördig mark och fiske. Den globala uppvärmningen förväntas även ge positiva effekter på människors hälsa, såsom färre köldrelaterade dödsfall.
2022 kallade WHO den globala uppvärmningen för det enskilt största hotet mot människors hälsa.

## Infektionssjukdomar
Klimatförändringar i form av varmare och mer extremt väder bidrar till att nilfeber och denguefeber sprids till nya områden. Många länder där till exempel denguefeber sannolikt kommer att spridas ytterligare har underutvecklade hälsosystem, vilket ytterligare ökar utmaningarna. Stigande temperaturer kan också leda till ökad antibiotikaresistens och sämre hållbarhet för läkemedel. Tillsammans med avskogning och djurhållning ökar ett varmare klimat också riskerna för nya pandemier. År 2022 bedömde IPCC att en av tre människor utsätts för dödlig värmestress, vilket förväntas öka till 50–75 % i slutet av århundradet. Värmeböljor i kombination med luftföroreningar och vattenbrist gör enligt IPCC att fattiga i världens största städer dör eller insjuknar.
Folkhälsomyndigheten pekade 2021 ut värmeböljor och fästingburna sjukdomar som de största hälsoriskerna från global uppvärmning i Sverige. Men också livsmedelssäkerhet, översvämningar och andra typer av infektioner pekas ut.

## Psykisk hälsa och välbefinnande
Även psykisk hälsa påverkas av den globala uppvärmningen. Känslor såsom oro, stress och ångest är normala reaktioner inför hot och/eller osäkerhet om framtiden. Dessa känslor kan förknippas med hopplöshet och förnekelse, men också med handling och engagemang.
Höjda temperaturer har kopplats till ökad stress och aggressioner, och till fler självmord. Oro för framtiden och trauma från katastrofer och flykt ökar förekomsten av PTSD, missbruk, depression och ångest.

## Klimatångest
Klimatångest eller ekoångest kan definieras som "den kroniska rädslan för miljöns undergång". I allmänhet är det dock ett samlingsbegrepp för naturliga känslomässiga reaktioner på klimatförändringarna. Tillståndet kan ge upphov till en rad psykologiska reaktioner som ångest, oro, stress, sömnstörningar, panikattacker, med flera. Reaktionerna i sig kan ses som en hälsosam och rationell reaktion på ett verkligt hot, men kan i förlängningen ge upphov till betydande stress, något som kan skada psykisk hälsa och välbefinnande vilket kan motverkas med olika stöd. Klimatångest har också visat sig ha ett positivt samband till sannolikheten att personer beter sig på ett sätt som gynnar miljön och klimatet, och dessutom visat sig korrelera med sannolikheten att engagera sig i klimataktivism.

### Påverkan på attityder och beteenden
Flera studier har visat att global uppvärmning har gett upphov till oro och stress bland breda lager av människor runt om i världen. I en undersökning från 2020 rapporterade mer än två tredjedelar av amerikaner att de var oroliga över hur klimatförändringarna skulle påverka planeten. En undersökning av ungdomar i åldern 16–25 år i 10 länder visade att tre fjärdedelar var rädda för framtiden, rapporterade The Lancet 2021. Mer än 45 % av de tillfrågade ungdomarna sa att deras känslor om klimatförändringarna påverkade deras dagliga liv negativt och 39% svarade att de är tveksamma till att skaffa egna barn.
I en studie som studerade klimatrelaterade känslor i 25 länder kunde forskarna se att negativa känslor kopplat till klimatförändringar ökade risken för sömnstörningar och kunde associeras med lägre självskattad psykisk hälsa i de flesta länder som undersöktes.
Även om klimatångest är en fullt normal reaktion på de utmaningar som global uppvärmning skapar och sällan blir ett kliniskt problem som kräver vård, kan den bidra till att forma uppfattningar om samhället och framtiden, vilket i synnerhet hos unga kan skapa känslor av ilska, hopplöshet eller handlingsförlamning men även hopp och engagemang.

## Positiva effekter på mänsklig hälsa
Klimatförändringarna förväntas även få vissa positiva effekter på människors hälsa. I takt med ett varmare klimat förväntas färre köldrelaterade dödsfall och indirekta positiva hälsoeffekter till följd av kortsiktigt förbättrade förhållanden för växtlighet. De negativa hälsoeffekterna av den globala uppvärmningen väntas dock överväga de positiva, sett i både ett kortsiktigt och långsiktigt perspektiv.